# Fabiana Claudino
Fabiana Marcelino Claudino (Belo Horizonte, 24 gennaio 1985) è una pallavolista brasiliana.
Gioca nel ruolo di centrale nel Praia Clube.

## Carriera
La carriera professionistica di Fabiana Claudino comincia nel 2000 con la squadra del Minas Těnis Clube. Nella sua seconda stagione vince la Superliga e nelle due successive disputa altrettante finali, perse entrambe contro l'Osasco Voleibol Clube. Durante questi anni fa parte delle varie nazionali giovanili, con cui vince: la medaglia d'argento al Campionato mondiale under 18 del 2001, la medaglia d'oro al Campionato sudamericano under 20 del 2002 e la medaglia d'oro campionato mondiale Under-20 del 2003. Sempre nel 2003 in nazionale maggiore debutta al Montreux Volley Masters 2003, chiuso al terzo posto, mentre vince il campionato sudamericano e la medaglia d'argento alla Coppa del Mondo; nel 2004 vince la medaglia d'oro al World Grand Prix e partecipa ai Giochi della XXVIII Olimpiade.
Nella stagione 2004-05 viene ingaggiata dal Rio de Janeiro Vôlei Clube. Con il club di Rio de Janeiro ottiene la vittoria di quattro campionati brasiliani consecutivi, una Coppa del Brasile e cinque Campionati Carioca consecutivi. Con la nazionale inizia a collezionare medaglie: nel 2005 vince l'oro al campionato sudamericano e alla Grand Champions Cup, dove viene premiata come miglior muro; nel 2006 vince l'oro alla Coppa panamericana, venendo eletta miglior muro, l'oro al World Grand Prix, venendo anche eletta Most Valuable Player, e l'argento al campionato mondiale; nel 2007 vince la medaglia d'oro al campionato sudamericano e la medaglia d'argento ai XV Giochi panamericani e alla Coppa del Mondo; nel 2008 vince la medaglia d'oro a tutte le competizioni a cui prende parte, il World Grand Prix, la Final Four Cup e, soprattutto, i Giochi della XXIX Olimpiade; nel 2009 vince nuovamente il World Grand Prix, la Coppa panamericana ed il campionato sudamericano, mentre alla Grand Champions Cup si classifica al secondo posto; nel 2010 chiude al secondo posto sia il World Grand Prix, bissato anche nell'edizione 2011, che il campionato mondiale.
Nella stagione 2010-11, viene ingaggiata dal GRER, meglio conosciuto come Vôlei Futuro; con la nazionale di aggiudica la Coppa panamericana 2011 ed il campionato sudamericano. La stagione successiva viene acquistata dal Fenerbahçe Spor Kulübü, club con il quale si aggiudica la Champions League 2011-12; con la nazionale vince la medaglia d'argento al World Grand Prix e nuovamente la medaglia d'oro ai Giochi della XXX Olimpiade di Londra.
Nella stagione 2012-13 ritorna in patria ingaggiata dal Sesi, aggiudicandosi il campionato sudamericano per club 2014; nel 2013, con la nazionale, vince la medaglia d'oro al World Grand Prix, bissata anche nell'edizione successiva, e alla Grand Champions Cup, venendo premiata anche come MVP. Nel 2014 vince la medaglia di bronzo al campionato mondiale, nel 2015 la settima medaglia d'oro consecutiva al campionato sudamericano e nel 2016 la settima medaglia d'oro al World Grand Prix. Dopo l'eliminazione nei quarti di finale ai Giochi della XXXI Olimpiade di Rio, annuncia il suo ritiro dalla nazionale.
Nella stagione 2016-17 viene ingaggiata dal Praia Clube con cui si aggiudica il campionato 2017-18 e la Supercoppa 2018; con la nazionale vince la medaglia d'oro al campionato sudamericano 2019.

## Palmarès

### Club
- Campionato brasiliano: 6

2001-02, 2005-06, 2006-07, 2007-08, 2008-09, 2017-18
- Coppa del Brasile: 1

2007
- Supercoppa brasiliana: 1

2018
- Campionato Mineiro: 1

2003
- Campionato Carioca: 6

2004, 2005, 2006, 2007, 2008, 2009
- CEV Champions League: 1

2011-12
- Campionato sudamericano per club: 1

2014
- Coppa San Paolo: 1

2012

### Nazionale (competizioni minori)
- Campionato sudamericano under 18 2000
- Campionato mondiale under 18 2001
- Campionato sudamericano under 20 2002
- Montreux Volley Masters 2003
- Campionato mondiale under 20 2003
- Trofeo Valle d'Aosta 2004
- Montreux Volley Masters 2005
- Trofeo Valle d'Aosta 2005
- Montreux Volley Masters 2006
- Trofeo Valle d'Aosta 2006
- Coppa panamericana 2006
- Giochi panamericani 2007
- Final Four Cup 2008
- Montreux Volley Masters 2009
- Coppa panamericana 2009
- Coppa panamericana 2011
- Giochi panamericani 2011

### Premi individuali
- 2001 - Campionato mondiale under 18: Miglior attaccante
- 2001 - Campionato mondiale under 18: Miglior muro
- 2003 - Campionato mondiale under 20: Miglior attaccante
- 2005 - Grand Champions Cup: Miglior muro
- 2006 - World Grand Prix: Miglior attaccante
- 2006 - Coppa panamericana: Miglior muro
- 2008 - Final Four Cup: Miglior muro
- 2008 - Coppa del Brasile: Miglior attaccante
- 2009 - Montreux Volley Masters: MVP
- 2009 - World Grand Prix: Miglior muro
- 2010 - Superliga brasiliana: Miglior muro
- 2011 - Campionato sudamericano: Miglior muro
- 2012 - Giochi della XXX Olimpiade: Miglior muro
- 2013 - Campionato sudamericano: Miglior centrale
- 2013 - Grand Champions Cup: MVP
- 2014 - Campionato sudamericano per club: MVP
- 2014 - World Grand Prix: Miglior centrale
- 2017 - Campionato sudamericano per club: Miglior centrale
- 2019 - Campionato sudamericano per club: Miglior centrale